# Сульфат ванадия(III)
Сульфат ванадия(III) (англ. Vanadium(III) sulfate) — неорганическое химическое соединение, химическая формула — {\displaystyle {\mathsf {V_{2}(SO_{4})_{3}}}}. Представляет собой бледно-жёлтое вещество, слабо растворимое в воде. Является солью ванадия(III) и серной кислоты.

## Получение
- Обработка оксида ванадия(V) серой в серной кислоте:

{\displaystyle {\mathsf {V_{2}O_{5}+S+3H_{2}SO_{4}\ {\xrightarrow {}}\ V_{2}(SO_{4})_{3}+3H_{2}O}}}
- Сопропорционирование сульфата ванадия(II) и сульфата ванадила в кислой среде:

{\displaystyle {\mathsf {VSO_{4}+VOSO_{4}+H_{2}SO_{4}\ {\xrightarrow {}}\ V_{2}(SO_{4})_{3}+H_{2}O}}}
- Кипячение сульфата ванадила с гидразином в кислой среде:

{\displaystyle {\mathsf {4VOSO_{4}+N_{2}H_{4}*H_{2}SO_{4}+H_{2}SO_{4}\ {\xrightarrow {}}\ 2V_{2}(SO_{4})_{3}+N_{2}\uparrow +4H_{2}O}}}

## Химические свойства
- Является восстановителем. Устойчив на воздухе, однако при повышенной влажности в течение нескольких недель приобретает зеленый цвет за счёт образования зелёного комплекса [V(H2O)6]3+. Медленно растворяется в воде с образованием того же самого комплекса.

- При нагревании в вакууме разлагается на сульфат ванадила и сернистый газ:

{\displaystyle {\mathsf {V_{2}(SO_{4})_{3}\ {\xrightarrow {t}}\ 2VOSO_{4}+SO_{2}}}}
- Реагирует с растворами щелочей, карбонатов щелочных металлов, сульфида аммония и аммиака с образованием рыхлого грязно-зелёного осадка гидроксида ванадия(III):

{\displaystyle {\mathsf {V_{2}(SO_{4})_{3}+6NaOH\ {\xrightarrow {}}\ 2V(OH)_{3}+Na_{2}SO_{4}}}}